# Malexanders hembygdsförening
Malexanders hembygdsförening är en hembygdsförening i Boxholms kommun. Föreningen bildades 1935 och har som mål att värna om Malexanders sockens kultur och historia.

## Historik
Hembygdsföreningen skänktes av Malexanders församling Södra sand i Malexanders socken. Södra sand kom senare att bli Hembygdsgård 1956.

## Böcker
En lista över böcker utgivna av Malexanders hembygdsförening.
- 1999 - Malexander - sockenbor berättar
- 1990 - Torp och bygdehistoria i Malexander
- 1971 - Torpcirkeln Malexander